# Jair (football, 1940)
Pour les articles homonymes, voir Jair.
Jair da Costa, plus communément appelé Jair, est un footballeur international brésilien, né le 9 juillet 1940 et mort le 26 avril 2025.

## Biographie
Célèbre footballeur des années 1960, il est connu pour avoir raflé de multiples trophées nationaux et internationaux avec l'Inter Milan. Il faisait également partie de l'équipe du Brésil victorieuse du mondial 1962. Jair fait partie des joueurs ayant remporté la Ligue des Champions et la Coupe du Monde.

## Palmarès

### En sélection
- Champion du Monde 1962

### National
- Championnat d'Italie
  - Champion : 1963, 1965, 1966, 1971
- Championnat de São Paulo
  - Vainqueur : 1973

### International
- Coupe d'Europe des Clubs Champions
  - Vainqueur : 1964, 1965
  - Finaliste : 1972
- Coupe intercontinentale
  - Vainqueur : 1964, 1965